# Redes (España)
Redes es un lugar español situado en la parroquia de Camouco, del municipio de Ares, en la provincia de La Coruña, Galicia.

## Demografía
| Gráfica de evolución demográfica de Redes entre 2000 y 2018 |
|                                                             |
| Datos según el nomenclátor publicado por el INE.            |

Esta parroquia conserva un casco antiguo muy bien conservado, con casas características de pueblo de pescadores y algún ejemplo sobresaliente de vivienda promovida por indianos, mayoritariamente en estilo modernista.
Además, en los últimos años, su belleza escénica ha convertido a este pueblo marinero en un plató para la industria del audiovisual española. En sus calles se han grabado largometrajes como «Julieta» y «Silencio» de Pedro Almodóvar y la exitosa serie de la Televisión de Galicia «Padre Casares».

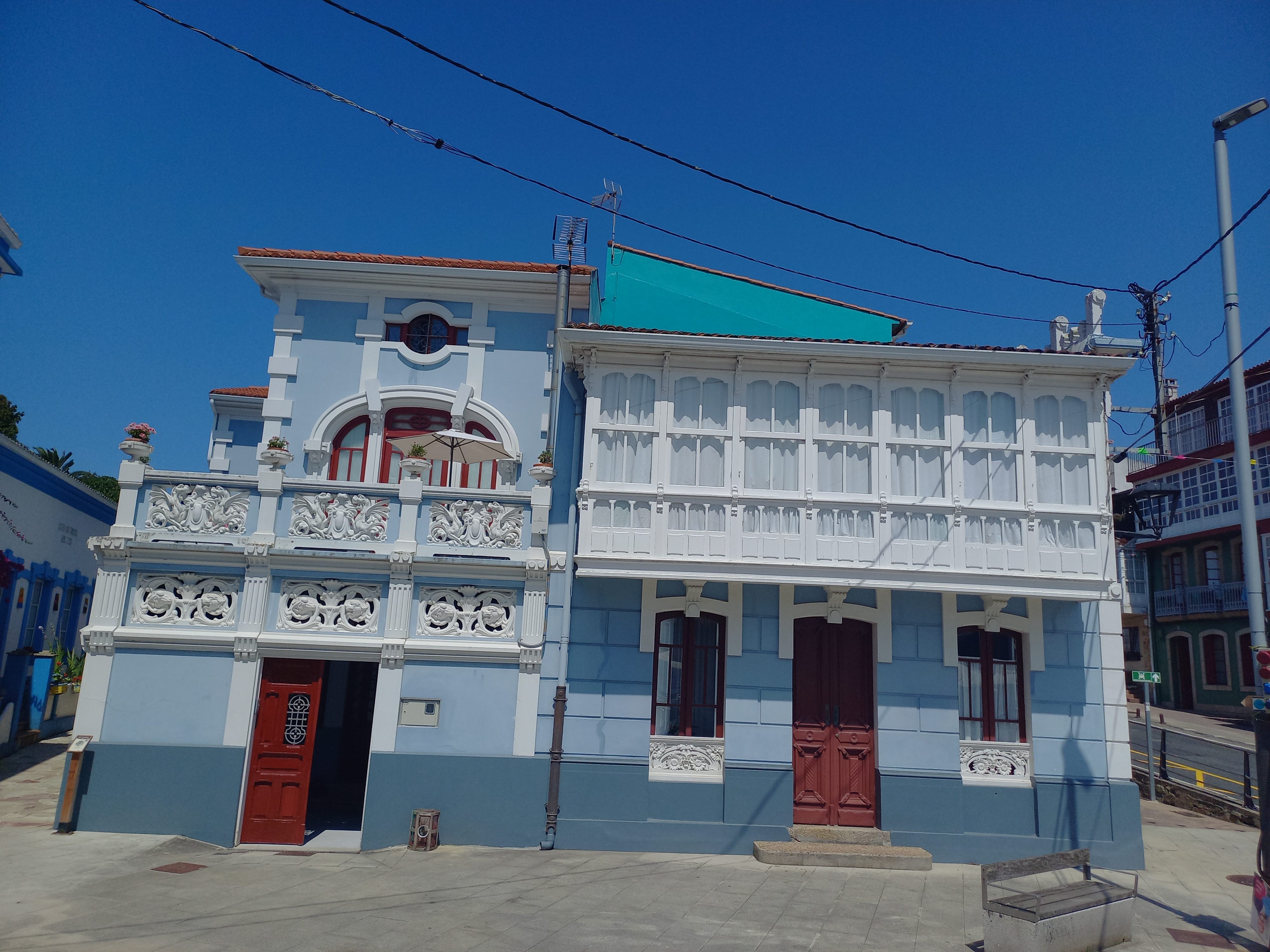
Casa modernista de 1915 de la localidad con galería típica mirando al mar.